# Страхов, Валерий Николаевич
Вале́рий Никола́евич Стра́хов (род. 25 февраля 1950, Череповец, Вологодская область) — советский и российский художник-живописец, народный художник Российской Федерации (2013), академик Российской академии художеств (2024).

## Биография
Валерий Страхов родился 25 февраля 1950 года в городе Череповце. 
В юности занимался тяжёлой атлетикой. 
С 1972 по 1976 учился в Ярославском художественном училище. Творческими наставниками были художники А. А. Чурин, Л. А. Патов, Е. В. Смагина. Недолго преподавал в детской художественной школе Череповца. Продолжил своё образование в МГХИ им. В. И. Сурикова в мастерской профессора В. Г. Цыплакова (1978—1984). 
С 1985 года — член Союза Художников России. Член-корреспондент РАХ с 2001 г., академик с 2024 г. Заслуженный художник России с 2002 года, Народный художник России с 2013 года. 
Участник региональных художественных выставок с 1984 года. Персональные выставки живописи проходили в Москве (1997, 2006), Вологде (1994, 1996, 1997), Череповце (1994) Член творческого объединения «РОМАНТИКИ РЕАЛИЗМА». Постоянно живёт и трудится в Вологде с 1978 г. 
Работы хранятся в Вологодской областной картинной галерее, Вологодском государственном историко-архитектурном и художественном музее-заповеднике, Череповецком музейном объединении, Тотемском музейном объединении, Вытегорском краеведческом музее, Плёсском музее-заповеднике, Ульяновском областном художественном музее, Государственном русском музее, галерее Арт Прима, в частных собраниях в России и за рубежом.
C 2021 года — профессор Академии акварели и изящных искусств Сергея Андрияки.